# Rafael França Bezerra
Rafael França Bezerra de Lira (Recife, 16 de março de 1983) é um futebolista brasileiro de futsal, que atua como ala. Atualmente joga pelo Inter Movistar.

## Carreira
Rafael conquistou o Campeonato Mundial de Futsal de 2012 com a seleção brasileira.

## Principais títulos
Banespa
- Campeonato Metropolitano - 2002
- Campeonato Paulista de Futsal - 2002

Ulbra
- Liga Futsal - 2003
- Campeonato Gaúcho de Futsal - 2003

Lobelle Santiago
- Supercopa de España - 2010

Seleção Brasileira de Futsal
- Copa do Mundo de Futsal da FIFA - 2012